# رودولفو غونزاليس (لاعب غولف)
رودولفو غونزاليس (بالإسبانية: Rodolfo González)‏ هو لاعب غولف أرجنتيني، ولد في 1 فبراير 1967 في بوينس آيرس في الأرجنتين.

## وصلات خارجية
- رودولفو غونزاليس على موقع رابطة أوروبا للاعبي الغولف المحترفين (الإنجليزية)